# Battaglia di Incheon
La battaglia di Incheon (인천상륙작전?, 仁川上陸作戰?, Incheon sangnyuk jakjeonLR) è stata una battaglia della guerra di Corea iniziata con lo sbarco di truppe della Nazioni Unite. L'operazione, nome in codice  Chromite, fu un successo per le Nazioni Unite che, due settimane dopo, riconquistarono la capitale della Corea del Sud, Seul.

## Filmografia
- Operation Chromite (Incheon sangnyuk jakjeon), regia di John H. Lee (2016)